# Nagroda Nautilus
Nagroda Nautilus – coroczny plebiscyt czytelników na najlepszy polski fantastyczny utwór literacki wydany w danym roku, przyznawana w latach 2004–2012 (z wyjątkiem lat 2008 i 2011), stworzona przez Roberta J. Szmidta i związana z czasopismem „Science Fiction”. 

## Struktura
Nagroda przyznawana była w następujących kategoriach: 
- powieść roku (utwory o objętości minimum 240 tys. znaków)
- opowiadanie roku (utwory o objętości poniżej 240 tys. znaków)

## Historia
Została ona ustanowiona w 2004 przez Roberta J. Szmidta, redaktora naczelnego czasopisma „Science Fiction”. Kapitułę nagrody tworzyła redakcja pisma. Choć głosowanie było jednoetapowe, między zakończeniem głosowania a uroczystością wręczenia nagrody pierwsze pięć utworów w każdej kategorii ogłaszanych było jako utwory nominowane do nagrody, bez podawania kolejności.
Głosowanie na nagrodę odbywało się poprzez system SMS. Nagroda miała formę okolicznościowego dyplomu oraz gratyfikacji finansowej, na którą składały się środki pozyskane od sponsorów oraz wpływy finansowe uzyskane podczas bezpośredniego głosowania.
Po przejęciu czasopisma „Science Fiction” przez wydawnictwo „Fabryka Słów” z przyczyn formalnych, spowodowanych względami proceduralnymi przy zmianie wydawcy, nastąpiła roczna przerwa w edycji konkursu. Z tego powodu nie przyznano nagrody za utwory opublikowane w roku 2008. W roku 2010 przyznawanie nagrody wznowiono
Nazwa nagrody pochodzi od okrętu podwodnego kapitana Nemo z dwóch powieści Juliusza Verne’a: Dwadzieścia tysięcy mil podmorskiej żeglugi i Tajemnicza wyspa wydanych w cyklu Niezwykłe podróże.

## Opinie
Krytycy nagrody uważają, że bezstronność nagrody była wątpliwa, jako że jednym z biorących udział w głosowaniu, a później nominowanych utworów w pierwszej edycji nagrody była powieść jej twórcy – Roberta J. Szmidta. On sam twierdził jednak, że jeśli nagroda ma w obiektywny sposób odzwierciedlać gusta czytelników, to nie można wykluczyć z głosowania żadnych utworów, tym bardziej że zadbano o bezstronność oddając nadzór nad procesem głosowania firmie niemającej żadnych powiązań z redakcją pisma. Innym zarzutem była też liczba oddawanych na tę nagrodę głosów (łącznie 1942 w obu kategoriach, w tym 1433 podczas pierwszej edycji) oraz to, że jedna osoba mogła głosować kilka razy z różnych numerów telefonu, co jednak nie powinno mieć wielkiego wpływu na wynik końcowy, zważywszy iż żaden system głosowania stosowany w tego typu nagrodach nie gwarantuje takich ograniczeń. Kolejny zarzut dotyczył procedury głosowania. Aby uatrakcyjnić nagrodę organizatorzy zdecydowali się nagrodzić osoby, które oddając głosy trafnie wytypują zwycięzców tego rankingu, co wpływać jednak może na wyniki głosowania, zwiększając szanse autorów dobrze recenzowanych tekstów. Kontrowersje wzbudzał też fakt, że według jego wypowiedzi na forum internetowym, Robert J. Szmidt miał wgląd do wyników przed zakończeniem głosowania. 
W edycji 2004 przed zakończeniem zbierania głosów usunięto głosy podejrzane o pochodzenie od jednej osoby, która próbowała wpłynąć wyniki organizując akcję wysyłania SMS-ów z głosami na swój utwór. Według krytyków nagrody było to naruszeniem jej regulaminu. Zarzuty te potraktowane zostały przez gremium przyznające reaktywowaną (w roku 2013) nagrodę na tyle poważnie, że podjęło ono decyzję o odwołaniu edycji nagrody za rok 2013 (która miał być wręczona w r. 2014) i zmianie formuły przyznawania Nautilusa.

## Laureaci i nominowani
Do nagrody nominowane i nagrodzone były następujące utwory:

### 2003
Powieść:
1. Andrzej Ziemiański – Achaja, tom 2.
2. Jacek Dukaj – Inne pieśni
3. Andrzej Pilipiuk – Kuzynki
4. Robert J. Szmidt – Apokalipsa według Pana Jana
5. Feliks W. Kres – Klejnot i wachlarz

Opowiadanie:
1. Andrzej Ziemiański – Zapach szkła
2. Wojciech Świdziniewski – Kłopoty w Hamdirholm
3. Grzegorz Żak – Władca przekładów
4. Szczepan Twardoch – Obłęd rotmistrza von Egern
5. Agnieszka Hałas – By ją ocalić

### 2004
Powieść:
1. Andrzej Sapkowski – Boży bojownicy
2. Andrzej Ziemiański – Achaja, tom 3.
3. Andrzej Pilipiuk – Księżniczka
4. Jacek Dukaj – Perfekcyjna niedoskonałość
5. Maja Lidia Kossakowska – Siewca Wiatru

Opowiadanie:
1. Andrzej Pilipiuk – 2865 kroków: Wieczorne dzwony
2. Eugeniusz Dębski – W krainie zaginionych bajtli
3. Feliks W. Kres – Gówno
4. Rafał Dębski – Dotyk kata
5. Anna Brzezińska – Wody głębokie jak niebo

### 2005
Powieść:
1. Jarosław Grzędowicz – Pan Lodowego Ogrodu
2. Andrzej Pilipiuk – Dziedziczki
3. Feliks W. Kres – Tarcza Szerni
4. Maja Lidia Kossakowska – Zakon Krańca Świata
5. Marek S. Huberath – Miasta pod skałą

Opowiadanie:
1. Łukasz Orbitowski – Horror Show
2. Jarosław Grzędowicz – Wilcza zamieć
3. Magda Kozak – Operacja „Faust”
4. Sebastian Uznański – Świt Czarnego Słońca
5. Eugeniusz Dębski – Dziewczyna ze snu

### 2006
Powieść:
- Rafał Dębski – Czarny pergamin
- Rafał Kosik – Vertical
- Nominacje:
  - Magdalena Kozak – Nocarz
  - Łukasz Orbitowski i Jarosław Urbaniuk – Pies i Klecha. Ogień i blask
  - Andrzej Sapkowski – Lux perpetua

Opowiadanie:
- Szczepan Twardoch – Rondo na maszynę do pisania, papier i ołówek
- Nominacje:
  - Jarosław Grzędowicz – Zegarmistrz i łowca motyli
  - Magda Kozak – Cynglarze
  - Łukasz Orbitowski i Jarosław Urbaniuk – Pies i Klecha. Żertwa

### 2007
Powieść:
- Rafał Dębski – Gwiazdozbiór kata
- Nominacje:
  - Jarosław Grzędowicz – Pan Lodowego ogrodu t.2
  - Magdalena Kozak – Renegat
  - Łukasz Orbitowski i Jarosław Urbaniuk – Pies i Klecha. Przeciwko wszystkim
  - Jacek Dukaj – Lód

Opowiadanie:
- Tomasz Bochiński – Cudowny wynalazek pana Bella
- Nominacje:
  - Robert M. Wegner – Przebudzenie
  - Rafał Dębski – Kura
  - Robert M. Wegner – I będziesz murem
  - Jakub Nowak – Jakub Nowak

### 2009
Powieść:
- Jarosław Grzędowicz – Pan Lodowego Ogrodu tom 3
- Nominacje:
  - Andrzej Pilipiuk – Homo Bimbrownikus
  - Andrzej Pilipiuk – Oko Jelenia. Pan Wilków
  - Jacek Piekara – Charakternik
  - Katarzyna Berenika Miszczuk – Wilczyca

Opowiadanie:
- Andrzej Pilipiuk – Rzeźnik drzew
- Nominacje:
  - Andrzej Pilipiuk – Ostatnia misja Jakuba
  - Jarosław Grzędowicz – Chwila przed deszczem
  - Jakub Ćwiek – Gotuj z papieżem
  - Robert M. Wegner – Wszyscy jesteśmy Meekhańczykami

### 2010
Powieść:
- Andrzej Pilipiuk – Oko Jelenia. Tryumf Lisa Reinicke
- Nominacje:
  - Maja Lidia Kossakowska – Zbieracz Burz tom 1
  - Stefan Darda – Słoneczna Dolina
  - Jacek Piekara – Ja, Inkwizytor. Dotyk zła
  - Jacek Piekara – Ja, Inkwizytor. Wieże do nieba

Opowiadanie:
- Andrzej Pilipiuk – Lazaret
- Nominacje:
  - Jacek Piekara – Stowarzyszenie Nieumarłych Polaków
  - Andrzej Pilipiuk – Staw
  - Dariusz Domagalski – Piąta pora roku
  - Robert M. Wegner – Najlepsze, jakie można kupić

### 2012
Powieść:
- Stefan Darda – Czarny Wygon. Bisy
- Nominacje:
  - Luiza Dobrzyńska – Dusza
  - Jarosław Grzędowicz – Pan Lodowego Ogrodu tom 4

Opowiadanie:
- Maciej Lewandowski – Czarna Leliwa
- Nominacje:
  - Stefan Darda – Opowiem ci mroczną historię
  - Monika Sokół-Rudowska – Droga
  - Robert M. Wegner – Jeszcze jeden bohater
  - Jakub Ćwiek – Writers INC